# Burnsville (Minnesota)
Burnsville es una ciudad en condado de Dakota del estado de Minnesota. Según el censo del año 2000, Burnsville tiene una población de 60.220 habitantes. Se encuentra a 24 km al sur del centro de Mineápolis. La ciudad se encuentra en la orilla sur del río Minnesota, aguas arriba de su confluencia con el río Misisipi. Burnsville y los suburbios cercanos forman la parte sur de Minneapolis-Saint Paul, la decimoquinta área metropolitana más grande de los Estados Unidos, con aproximadamente 3.6 millones de residentes. 
Burnsville, que originalmente era una comunidad agrícola irlandesa, se convirtió en la décima ciudad más grande de Minnesota en el censo de 2000, tras la construcción de la Interestatal 35. Actualmente es el noveno suburbio más grande del área metropolitana y una comunidad dormitorio tanto de Minneapolis como de Saint Paul. El centro de Burnsville recibe el nombre de Heart of the City (corazón de la ciudad), con comercios y condominios de estilo urbano. La estación de tránsito de Burnsville sirve de centro y sede de la Minnesota Valley Transit Authority, que ofrece un servicio regional de autobuses a otros cinco suburbios.
El nombre de Burnsville se atribuye a un antiguo colono irlandés y propietario de tierras, William Byrne. Su apellido se registró como "Burns" y nunca se corrigió.